# 行星際物質

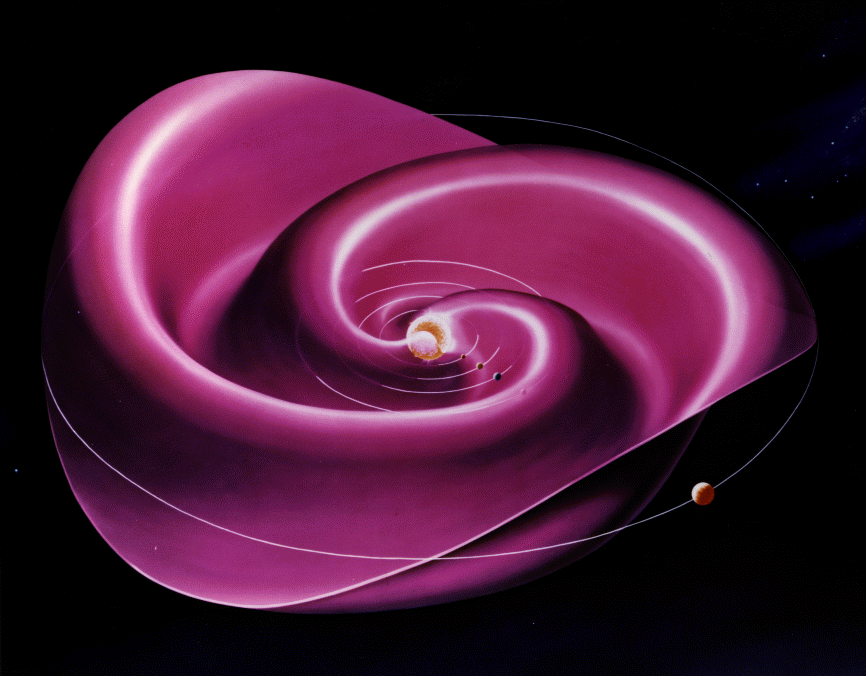
太陽圈電流片：太陽系內最大的結構，是太陽的自轉影響到太陽磁場內的行星際物質（太陽風），帶動電漿運動的結果。（點擊看放大圖）

行星際物質是填充在太陽系的物質，太陽系內較大的天體，如行星，小行星和彗星都運行在其間。

## 構成和物理特性
行星際物質包括行星際的塵埃，宇宙射線和來自太陽風的熱電漿。行星際物質的溫度大約是100,000 K,但密度非常低，在地球附近的空間，每立方公分只有5個粒子。密度是隨著與太陽距離的增加，以平方反比的速率在降低。密度的變化也受到磁場和日冕噴發的影響，密度可以上升到100个/cm3。由於行星際物質是電漿，他具有的電漿特性遠多於單純的氣體。例如，他攜帶著太陽的磁場，有高的電傳導性（結果是形成太陽圈電流片），形成電漿雙層，侵入行星空間並與磁氣圈結合，或是在太陽風衝激層上顯示出絲狀，好比極光。
行星際物質中的電漿對太陽磁場的反應是非常強的，在地球軌道附近比原先預期的強了100倍以上。如果太空中是真空的，以太陽10-4特斯拉的磁場強度，到達地球附近時應該只有10-11特斯拉，但是人造衛星觀察到的值卻是10-9特斯拉。磁動力學的理論預測流體（也就是行星際物質）在磁場中的運動能誘導電流，而電流反過來又引發磁場，無論怎麼看，這就像一部電磁發電機的狀態。

## 行星際物質的範圍
太陽系的邊陲是太陽風和星際物質交會的場所，邊界就是所謂的太陽風衝激層，目前認為這個位置距離太陽110至160天文單位。行星際物質就充滿在這個大略是球形的太陽圈內。

## 與行星的交互作用
然而，行星際物質與行星的交互作用完全取決於行星是否有磁場存在。對沒有磁場的月球，太陽風就會直接撞擊到表面上。經歷了數百萬年，月球的土壤就成為太陽風粒子的收集器，所以研究月球表面的岩石對了解太陽風的變化是很有幫助的。來自太陽風的高能粒子撞擊到月球表面，釋放出的能量相當於軟X射線的波長。有磁場的行星，例如我們的地球和木星，被磁氣層包圍著，但這些磁場都被太陽所主宰，被太陽風的磁場壓迫而陷縮或是造成混亂，來自太陽風的物質會滲透進入行星的磁氣圈，形成極光和聚集成由離子組成的范艾倫帶。

## 行星際物質的觀測現象
在地球上可以觀察到一些行星際物質造成的現象，黃道光是沿著黃道面伸展開來，散佈得很廣但很微弱的光，可以在某些季節的日出前或日落後看到。這是被散佈在地球與太陽之間的行星際物質中的塵埃顆粒散射的陽光。
另一個相似的現象是對日照，出現在夜晚背向太陽位置的天空上，他比黃道光還要暗弱許多，是在地球軌道外的塵埃粒子反射陽光造成的。

## 歷史
"行星際"這個名詞是科學家罗伯特·波义耳在1691年最早使用的：
- "The air is different from the æther (or vacuum) in the... interplanetary spaces"  Boyle Hist. Air.

這種見解一值延續到1950年代，認為空間是被真空的物質以太填滿的。
在1898年，美國天文學家查爾斯·奧古斯塔斯·楊寫到： 
- "行星際空間是真空的，比任何人為能製造的真空更為空泛…"（The Elements of Astronomy, Charles Augustus Young, 1898）

挪威的探險與物理學家克里斯蒂安·伯克蘭可能是最早預言空間中不僅有電漿，還有暗物質。在1913年，他寫道：
- "以我們的看法，在空間中到處充滿了飛行中的電子和各種不同的帶電離子，是無庸置疑的必然結果。因為我們曾經假設恆星在演變中不斷的將帶電的微粒拋擲到太空內，所以在宇宙中發現更多更大量的物質，也是合情合理的。不僅是太陽系或是星雲，即使是"完全空的"太空。（參見"磁極現象和地球的實驗"，出自挪威的極光1902-1903遠征北極的第720頁

同時Akasofu詳細的紀錄如下："看來行星際空間的真空是被太陽輻射出來的微粒子流迅速的改變著，路德维希·比爾曼 (1951, 1953）根據彗尾認為是太陽持續不斷的由以超音速向四週釋放的。"（Syun-Ichi Akasofu, 探索極光的秘密, 2002）